# كارلوس فيريرو
كارلوس فيريرو (بالإسبانية: Carlos Ferrero Costa)‏ هو محامي وسياسي بيروفي، ولد في 6 فبراير 1941 في ليما في بيرو. حزبياً، نشط في Possible Peru ‏ وCambio 90 ‏. وقد انتخب رئيس مجلس الوزراء البيروفي ‏ (15 ديسمبر 2003 – 16 أغسطس 2005) وانتخب عضو مجلس الشيوخ البيروفي ‏.